# Murugamalla, Chintamani
Murugamalla là một làng thuộc tehsil Chintamani, huyện Chikkaballapur, bang Karnataka, Ấn Độ.